# Bundesautobahn 19
Pour les articles homonymes, voir A19.
L'autoroute allemande 19 (Bundesautobahn 19 en allemand et BAB 19 en abrégé) est une autoroute située en Allemagne.
D'une longueur de 154 km, son trajet débute à Rostock, à l'est du tunnel de la Warnow, et s'achève à Wittstock, où elle s'embranche sur l'A 24. Elle permet de desservir la mer Baltique depuis Berlin.

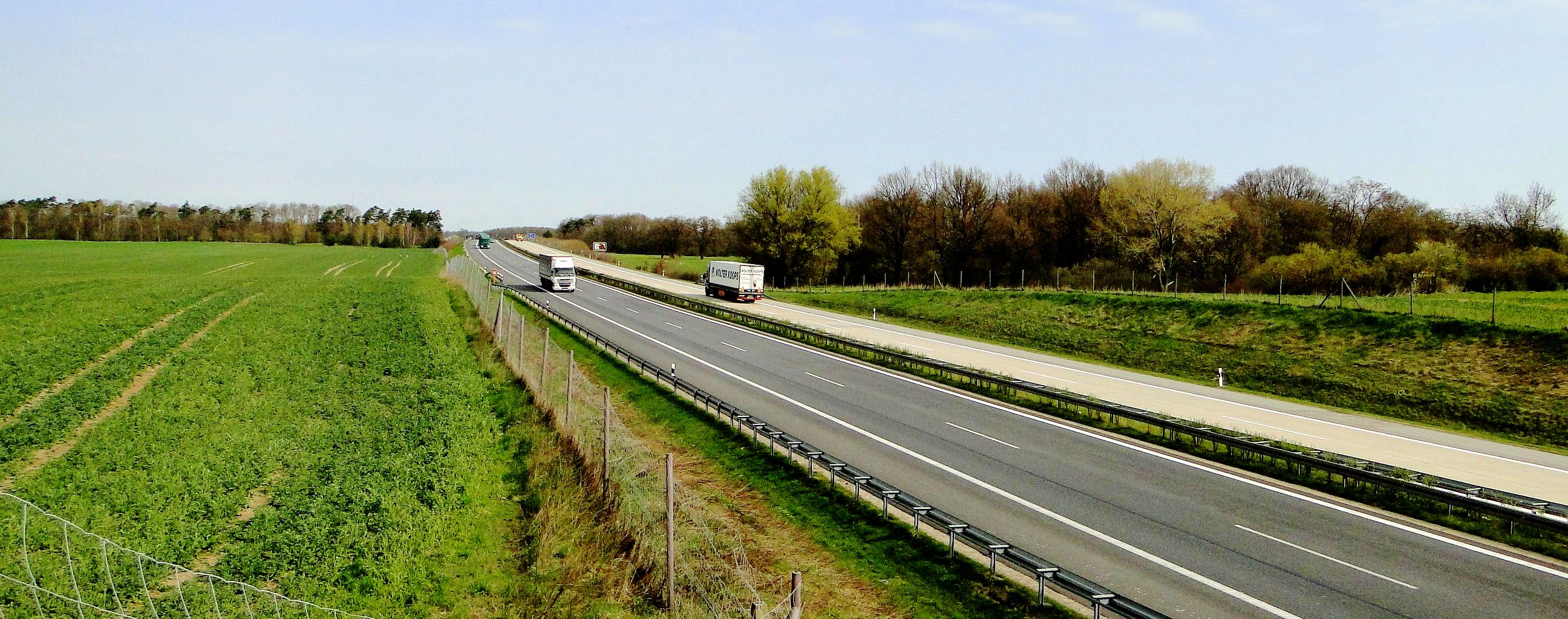
L'A19 dans l'arrondissement de Müritz.